# L'Œuvre (diari)
|  | Pels articles homònims, vegeu L'Œuvre. |

L'Œuvre va ser un periòdic que es va posar en marxa ("sense un cèntim de capital" i sense publicitat) el 13 de maig del 1904 per Gustave Téry, antic redactor cap o director del Journal i del Matin: Durant el primer mes, aquesta revista en va ser un setmanari (1910), i el (1915 llavors es va començar a publicar cada dia). El director assistent va ser el pamfletista Urbain Gohier.
El seu eslògan (« Els idiotes no saben llegir pas L'Œuvre »), els seus titulars atractius i la forta personalitat dels seus periodistes n'assegurà el seu èxit. L'Œuvre va viure per veure augmentar la seva tirada de 55000 exemplars en el 1915 a la de 274000 en el 1939. Gustave Tery va morir el juny del 1928 i va ser reemplaçat per Henri Raud.

## Línia editorial
L'Œuvre (Gérant F. Potignat - Directeur François Nardot) apareix en l'origen de les idees radical-socialistes i pacifistes: durant la Primera Guerra Mundial i malgrat la censura, i semblant el Le Feu d'Henri Barbusse, publicà fulletons sota el títol «Diari d'un esquadró», corregint així la imatge de la guerra a les trinxeres. Quan la conferència de pau, amb altres periòdics d'esquerra (Le Rappel, La République française) en van mantenir els Catorze Punts de Wilson contra Clemenceau.